# Nancy Parsons
Pour les articles homonymes, voir Parsons.
Nancy Parsons est une actrice américaine née le 17 janvier 1942 à St. Paul, Minnesota (États-Unis) et morte le 5 janvier 2001 à La Crosse (Wisconsin).

## Filmographie
- 1977 : American Raspberry : Lady Mailperson
- 1977 : Mary Jane Harper Cried Last Night (TV) : Billie Rae
- 1977 : Jamais je ne t'ai promis un jardin de roses (I Never Promised You a Rose Garden) : Singing Patient
- 1979 : The Lady in Red de Friz Freleng : Tiny Alice
- 1980 : Where the Buffalo Roam d'Art Linson : Head Nurse
- 1980 : Nuits de cauchemar (Motel Hell) de Kevin Connor : Ida Smith
- 1981 : Honky Tonk Freeway de John Schlesinger : Alice the Teller
- 1981 : Le Convoi des casseurs (Smokey Bites the Dust) : Harold's Mother
- 1981 : Tout l'or du ciel (Pennies from Heaven) : The Old Whore
- 1982 : Porky's : Balbricker
- 1983 : White Water Rebels (TV) : Georgia Gubser
- 1983 : Porky's II: The Next Day : Balbricker
- 1983 : Quarterback Princess (en) de Noel Black (TV) : Mrs. Klosterman
- 1983 : Le Retour de l'inspecteur Harry (Sudden Impact) : Mrs. Kruger
- 1985 : Porky's Contre-Attaque (Porky's Revenge) : Beulah Balbricker
- 1989 : Voyageurs sans permis (Homer and Eddie) : Maid
- 1989 : Potins de femmes (Steel Magnolias) : Janice Van Meter
- 1990 : Loose Cannons : Nurse
- 1990 : Silhouette (TV) : propriétaire de l'hôtel
- 1991 : Wishman : Miss Crabbe
- 1991 : Death Falls : l'infirmière
- 1991 : Le Docteur (The Doctor) de Randa Haines : Laurie
- 1992 : Ladybugs : Coach Annie
- 1994 : Winter Heat (TV) : Infirmière Jackson
- 1994 : La Femme Lakota (Lakota Woman: Siege at Wounded Knee) (TV) : sœur Mary Margaret

## Récompenses et nominations

### Nominations
- 8e cérémonie des Saturn Awards : Saturn Award de la meilleure actrice dans un second rôle pour Nuits de cauchemars